# Menglian

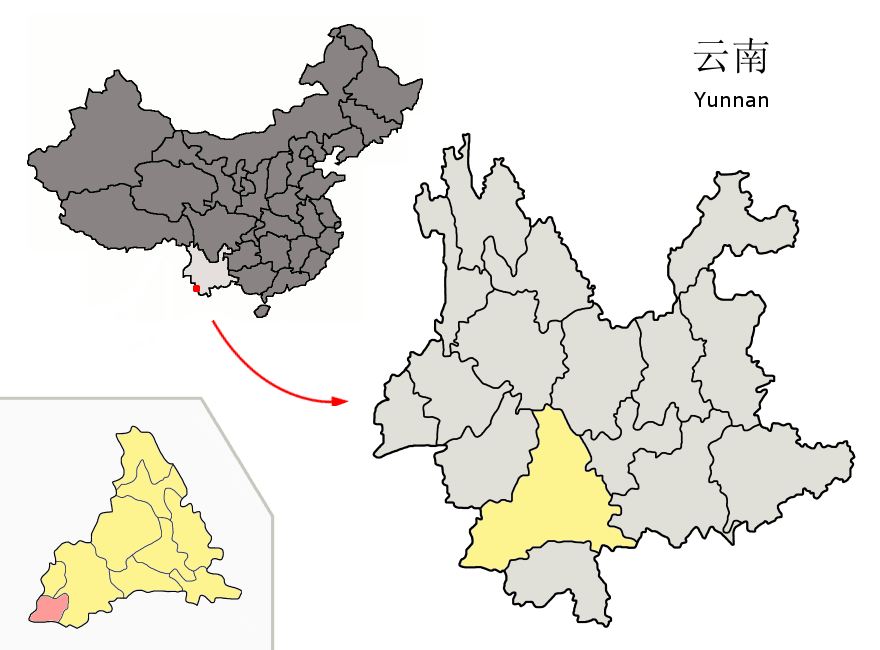
Lage von Menglian (rosa) in der bezirksfreien Stadt Pu'er, Provinz Yunnan

Der Autonome Kreis Menglian der Dai, Lahu und Va (孟连傣族拉祜族佤族自治县,  Mènglián Dǎizú Lāhùzú Wǎzú Zìzhìxiàn; kurz: Kreis Menglian 孟连县,  Mènglián Xiàn) ist ein autonomer Kreis der Dai, Lahu und Va in der bezirksfreien Stadt Pu’er im Südwesten der chinesischen Provinz Yunnan. Die Fläche beträgt 1.896 Quadratkilometer und die Einwohnerzahl 144.693 (Stand: Zensus 2020). Sein Hauptort ist die Großgemeinde Menglian (孟连镇).
Der Amtssitz des Oberhauptes von Menglian (孟连宣抚司署,  Menglian xuanfu sishu), ein Yamen der Dai-Nationalität aus dem Jahr 1406 der Ming-Dynastie, steht seit 2006 auf der Liste der Denkmäler der Volksrepublik China (6-756).

## Administrative Gliederung
Der Kreis setzt sich auf Gemeindeebene aus drei Großgemeinden und vier Gemeinden zusammen. Diese sind:
- Großgemeinde Nuoyun (娜允镇)
- Großgemeinde Menglian (孟连镇)
- Großgemeinde Mengma (勐馬镇)

- Gemeinde Jingxin (景信乡)
- Gemeinde Fuyan (富岩乡)
- Gemeinde Gongxin (公信乡)
- Gemeinde Lalei (腊垒乡)